# AlgaeBase
AlgaeBase ist eine globale Arten-Datenbank mit Informationen zu
allen Gruppen von Algen,
Cyanobakterien (eine Reminiszenz an die frühere Bezeichnung „Blaualgen“),
sowie zu einer Gruppe von Blütenpflanzen, den Seegräsern.

## Inhalt
Die Datenbank enthält im September 2019 etwa 7200 Arten der Rotalgen (Rhodophyta), sowie etwa 2000 Arten der Braunalgen (Phaeophyceae). Von den Grünalgen sind  die Chlorophyta mit etwa 6600 Arten und die Charophyta mit etwa 4.800 Arten erfasst. Die Kieselalgen  (Bacillariophyta) sind mit etwa 15.700 Arten vertreten.
AlgaeBase ist aus einer Website von Michael Guiry über Algen hervorgegangen und hat sich zu einer Datenbank von Algen aus der ganzen Welt sowie aus Süßwasser-, Land-, Brack- und Meereslebensräumen entwickelt. Im September 2019 befanden sich 156.231 Arten und infraspezifische Namen, sowie 21.998 Bilder, 60.381 bibliografische Elemente und 445.318 Verbreitungsdatensätze in der Datenbank.
Die Programmierung wird von VisualID (Pier Kuipers und Caoilte Guiry) durchgeführt, und die Zusammenstellung der Daten wurde von den PRTLI 3- und 4-Programmen des irischen Ministeriums für Bildung und Wissenschaft finanziert.